# Boy Scouts of America in Camp at Silver Bay, Lake George, N.Y.
Boy Scouts of America in Camp at Silver Bay, Lake George, N.Y. è un cortometraggio muto del 1910. Il nome del regista non viene riportato nei credit del film, un documentario prodotto dalla Edison Manufacturing Company.

## Produzione
Il film fu prodotto dalla Edison Manufacturing Company. Venne girato a Silver Bay, nello stato di New York.

## Distribuzione
Distribuito dalla General Film Company, il film - un documentario di 137 metri - uscì nelle sale cinematografiche statunitensi il 2 novembre 1910. Nelle proiezioni, veniva programmato con il sistema dello split reel, accorpato in un'unica bobina con un altro cortometraggio prodotto dalla Edison, il western Riders of the Plains.